# Sunny Hill Festival

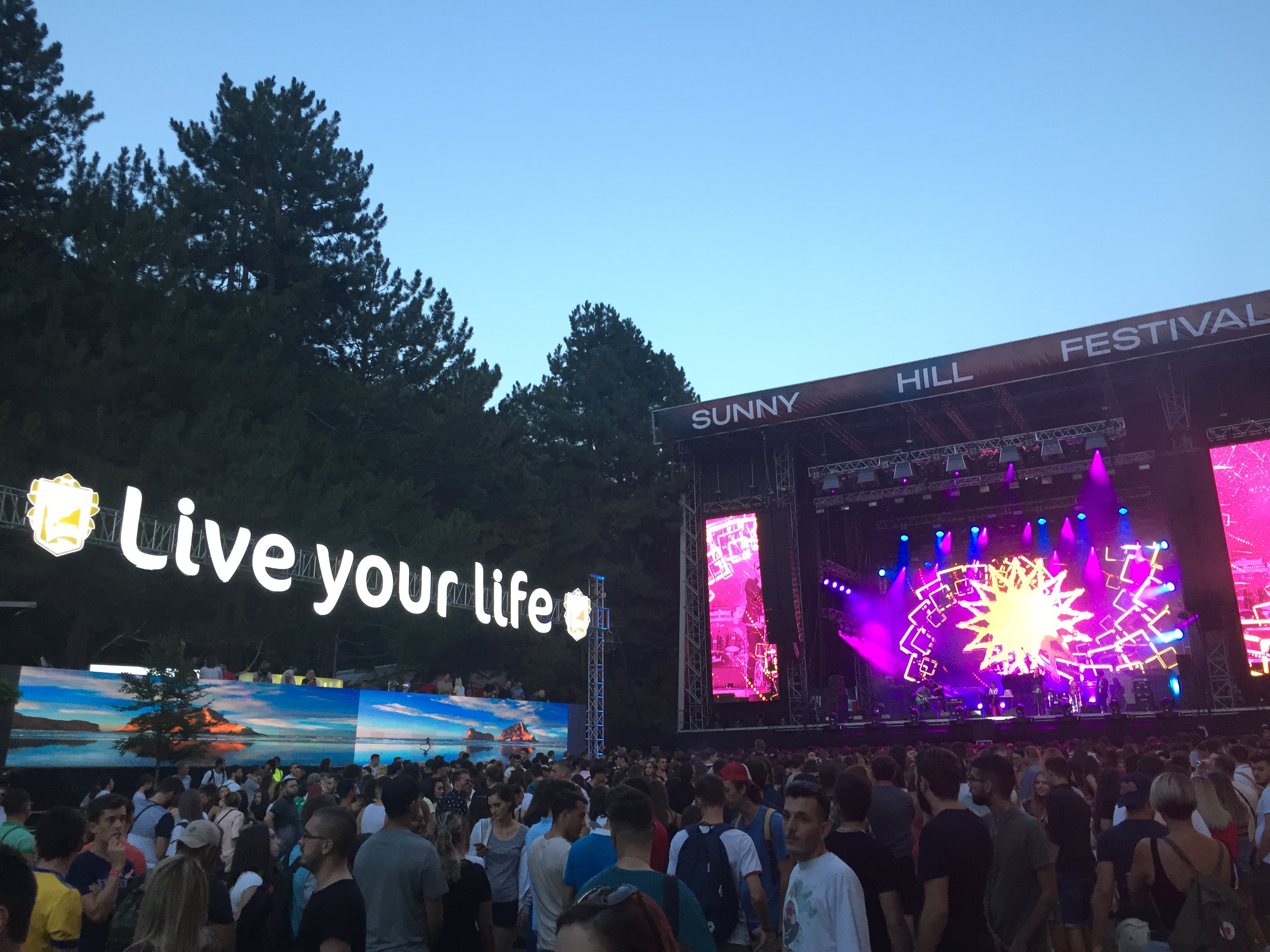
Bühne und VIP-Tribüne am Festivalstart

Das Sunny Hill Festival ist ein internationales Musikfestival, das im August 2018, 2019 und 2022 in der kosovarischen Hauptstadt Pristina und zudem im August 2022 in der albanischen Hauptstadt Tirana stattfand. Das Festival wird von Dua Lipa und ihrem Vater Dukagjin Lipa organisiert.

## 2018
Das Festival fand vom 10. bis zum 12. August 2018 im Gërmia-Park statt. Nach Angaben der Veranstalter besuchten mehr als 18.000 Menschen das Festival. In einem Bericht der New York Times hieß es hingegen, die Kapazität des Veranstaltungsortes von 15.000 Plätzen wäre nicht gefüllt worden. Die Kosten der Tickets lagen bei 55 €, was von vielen aufgrund der hohen Arbeitslosenquote, gerade bei jungen Menschen, kritisiert wurde.
Das Festival wurde von der Sängerin Dua Lipa zusammen mit ihrem Vater organisiert, um Geld für die Sunny Hill Foundation zu beschaffen. Beide haben Wurzeln in dem Stadtteil Pristinas Bregu i Diellit (zu Deutsch Sonnenhügel), nach welchem das Festival benannt ist.
Dua Lipa war Headliner, auch ihr Vater trat mit seiner Band ODA auf. Zum weiteren Line-up gehörten neben vielen Künstlern aus dem Kosovo und Albanien unter anderem Action Bronson und Martin Garrix. Der amerikanische Rapper Action Bronson, welcher ein Unterstützer der Legalisierung von Cannabis ist, wurde nach seinem Auftritt auf dem Festival von der kosovarischen Polizei verhaftet, weil er auf der Bühne einen Joint rauchte und diesen mit dem Publikum teilte.

## 2019
Im Folgejahr fand das Festival vom 2. bis 4. August statt. Es fand wiederum im Gërmia-Park statt. Neben vielen albanischen Musikern traten dieses Mal Miley Cyrus, Calvin Harris, Meduza und Klangkarussell auf. Dua Lipa stand auch wieder auf der Bühne. Die Tickets waren teurer als im Vorjahr.

## 2020 und 2021
Aufgrund der COVID-19-Pandemie konnte in den Jahren 2020 und 2021 das Festival nicht stattfinden.

## 2022
Im Juli 2021 kündigte Dua Lipa eine dritte Durchführung für Anfang August 2022 in Pristina an.
Über den Austragungsort entstand im Juni 2022 eine Kontroverse. Am 14. Juni 2022 kommunizierten die Veranstalter, dass das Festival vom 4. – 7. August in Tirana, der Hauptstadt Albaniens, stattfinden solle, weil die kosovarischen Behörden nicht rechtzeitig die notwendigen Dokumente für das Veranstaltungsgelände ausgestellt hätten. Anscheinend gab es unter Mitgliedern des von Vetëvendosje kontrollierten kosovarischen Parlaments Widerstand gegen die Verpachtung eines 17 Hektar großen Grundstücks beim Dorf Bërnica e Poshtme an die Festival-Veranstalter für 99 Jahre, das sonst kaum anderweitig genutzt werden könnte. Der früher genutzte Veranstaltungsort im Gërmia-Park wurde von den Veranstaltern als zu klein erachtet.
Im Kosovo zeigte man sich perplex über den Abzug, und rasch konnte eine andere Lösung gefunden werden. Nur wenige Tage später hieß es, das Festival werde vom 4. – 7. August doch in Pristina und zusätzlich vom 26. – 28. August in Tirana stattfinden. In einer gemeinsamen Mitteilung der Veranstalter, der Stadt Pristina und des kosovarischen Kulturministeriums wurde festgehalten, dass man für 2023 einen permanenten Veranstaltungsort werde nutzen können.
Das Festival wurde wie gewohnt im Gërmia-Park durchgeführt. Umweltaktivisten kritisierten die Standortwahl, da sie eine Beeinträchtigung für Fauna und Flora im Schutzgebiet befürchteten. In Tirana diente ein Teil des Großen Parks am Südufer des Sees angrenzend an die Autobahn Tirana–Elbasan als Veranstaltungsgelände.

## 2023
Da das Veranstaltungsgelände in Bërnica e Poshtme noch nicht bereit war, fand im Sommer 2023 kein Festival statt, wie Anfang Juni bekanntgegeben worden war. Es gab keine Pläne, in Tirana einen Anlass zu organisieren.

## 2024
2024 konnte das Festival am neuen Standort in Bërnica e Poshtme nördlich von Pristina durchgeführt werden. Es sei aufwändig gewesen, die Brache mit Bauschutt festivaltauglich umzubauen: man habe die Deponie in einen Park verwandelt, das Gelände nivelliert und 700 Bäume gepflanzt. Das neue Gelände bietet Platz für deutlich mehr Zuschauer. Die Veranstalter haben Pläne, das Areal weiter auszubauen und von Jahr zu Jahr zu wachsen. Während die hohen Ticketpreise von rund 200 € kritisiert wurden, die deutlich über dem monatlichen Mindestlohn in Kosovo liegen, profitiert die Wirtschaft des Landes von der Veranstaltung. Zum Line-up zählten Bebe Rexha, Stormzy, Burna Boy, The Blaze, DJ Snake, Black Coffee, The Martinez Brothers und Groove Armada. Die Veranstalter sprechen von 35.000 Zuschauern an jedem der vier Festivaltage.

## 2025
Auch 2025 wurde das Festival auf dem Festivalgelände in Bërnica e Poshtme ausgetragen. Vom 1. bis 3. August traten zahlreiche international bekannte Musiker auf, darunter als Main Acts wieder Dua Lipa sowie Shawn Mendes, Anyma, Fatboy Slim, Skream und Peggy Gou. Medien zählten 22.000 bis 25.000 Zuschauer am ersten Abend, was ein neuer Rekord dargestellt habe.